# Postprawda
Postprawda (ang. post-truth) – sytuacja, w której fakty są mniej istotne w kształtowaniu opinii publicznej niż odwołania do emocji i osobistych przekonań
Postprawda to specyficzny stan życia społeczno-politycznego i intelektualnego w wysoko rozwiniętych krajach demokratycznych, który został wykreowany przez media oraz osoby pełniące ważne funkcje publiczne, głównie polityków; efekt rozprzestrzeniania się populizmu, który wypaczył pierwotny sens uprawiania polityki w krajach demokracji parlamentarnej, ponieważ wykorzenił z życia publicznego walkę na argumenty, idee i możliwe do zrealizowania pomysły, a w to miejsce wprowadził grę na emocjach i tanią sensację. W epoce postprawdy podstawowe wartości, tj. prawda w mediach i życiu publicznym, zagrożone są z powodu cynizmu i skrajnego załamania wszelkich cenionych niegdyś wartości, np.: prawdy, uczciwości i rzetelności dziennikarskiej.

## Historia
Według twórców słowników oksfordzkich terminu postprawda użyto po raz pierwszy w 1992 w eseju z pisma „Nation”, który był poświęcony aferze Iran-Contras. Autor eseju stwierdził: „my, ludzie wolni, zdecydowaliśmy, że chcemy żyć w świecie postprawdy”. Według szacunków Oxford Dictionaries w 2016 r. słowo „postprawda” było używane 2 tys. proc. częściej. Jego szczytowa popularność przypadła na czerwiec, gdy w Wielkiej Brytanii zorganizowano referendum w sprawie wyjścia z Unii Europejskiej, oraz na październik, gdy prowadzono intensywną kampanię przed wyborami prezydenckimi w Stanach Zjednoczonych.
W 2004 r. Ralph Keyes opublikował książkę Era post-prawdy: nieszczerość i oszustwo we współczesnym życiu (z ang. „The Post-Truth Era: Dishonesty and Deception in Contemporary Life”). W wywiadzie z Łukaszem Pawłowskim dla „Kultury Liberalnej” autor wyjaśnia dlaczego określa współczesność mianem ery postprawdy. Twierdzi, że przyczyną tego zjawiska jest to, że ludzie nie dostrzegają powodów, które powstrzymywałyby ich przed kłamaniem oraz ryzyka, które niesie za sobą kłamstwo. Jego zdaniem żyjemy w czasach, które w związku z rozwojem internetu, pozwalającego na anonimowość, komunikowanie się z wielkimi zbiorowościami nieznajomych co skutkuje łatwością w rozpowszechnianiu informacji na szeroką skalę, sprzyjają naturalnej ludzkiej zdolności do oszustwa. Społeczeństwo żyjące w erze postprawdy pozwala na: „zagubienie piętna, jakim wcześniej obarczano kłamstwo. […] Kłamanie stało się w zasadzie wykroczeniem, za które nie sposób kogokolwiek obwiniać”. W związku z tym trudno jest wyznaczyć ścisłe granice pomiędzy prawdą, która już w postmodernistycznych teoriach traktowana jest jako pojęcie względne, a kłamstwem rozumianym jako przekazywanie fałszywych informacji. Keyes w swojej książce nie propaguje całkowitego zaprzestania stosowania kłamstwa. Uważa jednak, że problem pojawia się wtedy, gdy „ktoś mówi, co tylko jest wygodne w danej chwili, nie zważa na prawdę i nie przyznaje się do tego nawet przed sobą”.

## Opis
„The Economist” opisuje współczesną politykę jako sytuację, w której prawda ma niewielkie znaczenie, a liczy się tylko to, co przyczyni się do zdobycia elektoratu. „Guardian” uzupełnią tę diagnozę o szybko rozprzestrzeniający się populizm. Politycy przedstawiają siebie jako głos wszystkich obywateli, a jeśli wyniki wyborów tego nie potwierdzają, zawsze można oskarżyć elity o fałszerstwo.
„The Economist” zauważył, że obywatele są gotowi głosować wbrew swoim interesom. Jako przyczynę wskazuje spadek zaufania do instytucji akademickich, eksperckich i mediów głównego nurtu. Nauka w opinii publicznej nie jest traktowana jako źródło prawdy.
W polskich mediach pojęcie postprawdy było analizowane na łamach „Kultury Liberalnej”, gdzie jako przykład tego zjawiska w polityce amerykańskiej podano manipulowanie informacjami w kampanii i w czasie prezydentury Donalda Trumpa. Zdaniem Łukasza Pawłowskiego pojęcie postprawdy znalazło także zastosowanie w narracji w sprawie tzw. kwestii smoleńskiej. Podobny pogląd na funkcjonowanie pojęcia postprawdy w polskiej polityce wyraża Anne Applebaum w „Washington Post” oraz „The Economist”.
Po wygranej Donalda Trumpa w wyborach prezydenckich Facebook oraz Google zapowiedziały walkę z fałszywymi newsami w mediach społecznościowych. W „New York Times” Zeynep Tufekci twierdziła, że „to oczywiste, że Facebook miał istotny wpływ na wynik ostatnich wyborów”, czego przykładem może być popularność nieprawdziwego zdjęcia Donalda Trumpa z papieżem Franciszkiem. Łukasz Faciejew w „Kulturze Liberalnej” zwrócił także uwagę na to, że rozpowszechnianie fałszywych informacji w serwisach internetowych i społecznościowych, takich jak Facebook czy Twitter, nie tylko szkodzi debacie publicznej i jakości odbieranych przez masowego odbiorcę informacji, lecz także staje się źródłem zysku prywatnych osób i firm.